# کلمنت ایتون
کلمنت ایتون (انگلیسی: Clement Eaton; ۲۳ فوریهٔ ۱۸۹۸ در وینستون-سیلم، کارولینای شمالی – ۱۲ اوت ۱۹۸۰) تاریخ‌نگار به‌ویژه در زمینهٔ تاریخ جنوب ایالات متحده آمریکا اهل ایالات متحده آمریکا بود.
او دانش‌آموحتهٔ دانشگاه کارولینای شمالی بود؛ جایی که رئیس (پرزیدنت) انجمن فی بتا کاپا بود و در سال ۱۹۱۹ از آنجا فارغ‌التحصیل شده بود و همچنین در دانشگاه هاروارد نیز تحصیل کرد. از سال ۱۹۳۱ تا ۱۹۴۲ او رئیس گروه تاریخ در کالج لافایت بود و سپس به عضویت هیئت علمی دانشگاه کنتاکی پیوست.